# Tortoreta estriada
La tortoreta estriada (Geopelia striata) és una espècie d'ocell de la família dels colúmbids (Columbidae) que habita sabanes, boscos i terres de conreu del Sud-est Asiàtic, a Myanmar, Tailàndia, Sumatra, Java, Bali, Filipines, Sulawesi i altres illes. S'ha introduït a diversos indrets, com ara les illes Hawaii.